# Journal of Applied Physiology
Das Journal of Applied Physiology, abgekürzt J. Appl. Physiol., ist eine wissenschaftliche Fachzeitschrift, die im Jahr 1948 gegründet wurde und von der American Physiological Society veröffentlicht wird. Derzeit erscheinen 24 Ausgaben im Jahr. Die Zeitschrift veröffentlicht Ergebnisse aus dem Bereich der angewandten Physiologie.
Der Impact Factor lag im Jahr 2014 bei 3,056. Nach der Statistik des ISI Web of Knowledge wird das Journal mit diesem Impact Factor in der Kategorie Physiologie an 26. Stelle von 83 Zeitschriften und in der Kategorie Sportwissenschaften an achter Stelle von 81 Zeitschriften geführt.